# Vincenzo Donza
Vincenzo Donza (...) è un militare italiano, Carabiniere Scelto dell'Arma dei Carabinieri, insignito della medaglia d'oro al valor civile.